# Liste der Monuments historiques in Verne (Doubs)
Die Liste der Monuments historiques in Verne führt die Monuments historiques in der französischen Gemeinde Verne auf.

## Liste der Objekte
| Bezeichnung         | Beschreibung                                                                            | Standort                       | Kennzeichnung | Schutzstatus | Datum | Bild |
| ------------------- | --------------------------------------------------------------------------------------- | ------------------------------ | ------------- | ------------ | ----- | ---- |
| Hauptaltar          | Altartisch, Tabernakel und Retabel; Holz, farbig gefasst und vergoldet, 18. Jahrhundert | in der Kirche St-Martin (Lage) | PM25001405    | Classé       | 1966  |      |
| Sechs Altarleuchter | Kupfer, vergoldet, 18. Jahrhundert                                                      | in der Kirche St-Martin (Lage) | PM25001406    | Classé       | 1966  |      |
| Kommunionbank       | Schmiedeeisen, 18. Jahrhundert                                                          | in der Kirche St-Martin (Lage) | PM25001407    | Classé       | 1966  |      |
| Zwei Seitenaltäre   | jeweils der Retabel; Holz, farbig gefasst und vergoldet, 18. Jahrhundert                | in der Kirche St-Martin (Lage) | PM25001408    | Classé       | 1966  |      |
| Kanzel              | Holz, vergoldet, 18. Jahrhundert                                                        | in der Kirche St-Martin (Lage) | PM25001409    | Classé       | 1966  |      |
| Taufaltar           | Retabel; Holz, farbig gefasst und vergoldet, 18. Jahrhundert                            | in der Kirche St-Martin (Lage) | PM25001410    | Classé       | 1966  |      |
| Kruzifix            | Holz, farbig gefasst, 18. Jahrhundert                                                   | in der Kirche St-Martin (Lage) | PM25001411    | Classé       | 1966  |      |
| Zwei Beichtstühle   | Holz, 18. Jahrhundert                                                                   | in der Kirche St-Martin (Lage) | PM25001412    | Classé       | 1966  |      |